# Culminazione
In astronomia osservativa, la culminazione di un pianeta, stella o costellazione, è l'altezza (l'angolo di elevazione sopra l'orizzonte) raggiunta dall'oggetto quando transita per il meridiano locale dell'osservatore. Questi eventi sono noti come "transiti meridiani" e sono utilizzati per la registrazione del tempo, la navigazione e vengono misurati con precisione con l'uso di appositi telescopi.
Durante un giorno siderale, un oggetto astronomico appare muoversi lungo un cammino circolare sulla sfera celeste collegato al movimento di rotazione della Terra creando due momenti in cui attraversa il meridiano geografico.
Tranne che ai due poli geografici, ogni oggetto celeste incrocia il meridiano locale due volte: quando l'altezza è massima rispetto all'osservatore si parla di "culminazione superiore", quando è minima di "culminazione inferiore". Nel linguaggio normale, quando si parla di culminazione ci si riferisce tipicamente alla culminazione superiore.
L'altezza di un oggetto alla sua culminazione superiore è pari a (90 - L + D), dove L è la latitudine dell'osservatore e D è la declinazione dell'oggetto.

## Stelle circumpolari
Nella maggior parte dell'emisfero boreale, Polaris (che comprende la stella polare) e le altre stelle della costellazione dell'Orsa Minore ruotano in senso antiorario attorno al polo nord celeste e rimangono visibili a entrambe le culminazioni. Nell'emisfero australe non c'è una corrispondente stella polare, ma la costellazione dell'Ottante ruota in senso orario attorno al polo celeste sud e rimane visibile a entrambe le culminazioni.
Gli oggetti astronomici che rimangono sempre al di sopra dell'orizzonte locale, vengono definiti circumpolari.